# Asimina Proedrou
Asimina Proedrou (Atenes, 1982) és un directora de cinema, guionista i productora grega.

## Carrera
Va estudiar dansa clàssica i contemporània a l'estudi Rallou Manu, i el 2001 es va llicenciar en piano en el Conservatori de l'Àtic. En 2005 es va graduar en la Universitat d'Economia i Empresa d'Atenes, i el 2007 va completar els seus estudis de postgrau en la mateixa escola, on va obtenir el títol de Màster en Economia Internacional. De 2010 a 2012 va assistir a classes de guió i direcció a l'Athens New York College i va completar el cicle de muntatge-postproducció.
A l'agost de 2012 va participar en l'Online Balkan Short Film Festival amb el seu primer llargmetratge, Facets of Loneliness, que va ser completat com a exercici en la primera meitat de la facultat al desembre de 2010. Es va graduar en la facultat Akmi Metropolitan College, al juny de 2013, amb una Llicenciatura en Arts Audiovisuals i Direcció Cinematogràfica. Red Hulk va ser la pel·lícula del seu projecte de graduació i ja ha guanyat 3 premis en el Festival de Curtmetratges de Drama (gran premi, millor actor masculí, cinematografia) i el premi al millor curtmetratge en el Festival Internacional de Cinema d'Atenes. Paral·lelament als seus estudis, Asimina treballa a temps complet com a comptable des de 2007 per a una gran empresa d'Atenes.
El seu primer llargmetratge, Píso apó tis thimoniés (2022), s'ha desenvolupat a través de diferents programes de foment. Es tracta d'una coproducció entre Grècia, Alemanya i Macedònia del Nord, secundada, entre d'altres, pel Greek Film Center i la Greek National TV, Media Creative Europe, See Cinema Network, North Macedonian Agency, ZDF-Arte i Eurimages.Va ser seleccionada com la candidata grega a la millor pel·lícula internacional als Premis Oscar de 2023.

## Filmografia
- Píso apó tis thimoniés (2022)